# 福岡県道27号直方芦屋線
福岡県道27号直方芦屋線（ふくおかけんどう27ごう のおがたあしやせん）は、福岡県直方市から遠賀郡芦屋町に至る県道（主要地方道）である。

## 概要
直方市殿町から遠賀郡芦屋町中ノ浜に至る。
直方市内では市街地を通り、犬鳴川と並走する区間があるが、以北は遠賀川の堤防上を走る。中間市・鞍手郡鞍手町間の主要道路である。大半の区間で対岸に福岡県道73号直方水巻線が併走するがこちらの方が道路規格が高く交通量は多い。ただし線形もよく信号機も少ないため大きな渋滞は少ない。
鞍手郡鞍手町小牧地区では中島橋および遠賀橋の渋滞緩和を図るべく、2017年（平成29年）完成予定で「都市計画道路八幡鞍手線」の建設が進められ、予定より早い2015年（平成27年）3月29日に北九鞍手夢大橋として開通した。これに伴いこれまで橋で直結されていなかった鞍手郡鞍手町小牧地区と北九州市八幡西区楠橋地区が橋で直結され、鞍手 - 北九州間のアクセスが大幅に向上した。
遠賀郡芦屋町の福岡県道284号高浜東町線交点から終点までの区間は道幅がやや狭くなる。この区間は大型車の通行が制限されている。

### 路線データ
- 起点：福岡県直方市殿町（殿町交差点、国道200号交点）
- 終点：福岡県遠賀郡芦屋町中ノ浜（芦屋橋西交差点、国道495号交点）
- 総延長：11.215 km

## 歴史
- 1993年（平成5年）5月11日 - 建設省から、県道直方芦屋線が直方芦屋線として主要地方道に指定される[1]。

## 路線状況

### 道路施設

#### 橋梁
- 新入橋（居立川、直方市）
- 天神橋（犬鳴川、直方市）
- 西祇園橋（西川、遠賀郡芦屋町）

## 地理

### 通過する自治体
- 直方市
- 鞍手郡鞍手町
- 中間市
- 遠賀郡遠賀町
- 遠賀郡芦屋町

### 交差する道路
| 交差する道路                                              | 市町村名 | 市町村名 | 交差する場所     | 交差する場所           |
| --------------------------------------------------------- | -------- | -------- | ---------------- | ---------------------- |
| 国道200号 国道211号 重複                                  | 直方市   | 直方市   | 殿町             | 殿町交差点 / 起点      |
| 福岡県道467号上新入直方線                                 | 直方市   | 直方市   | 古町             | 古町交差点             |
| 福岡県道40号直方停車場線                                  | 直方市   | 直方市   | 津田町           | 津田町交差点           |
| 福岡県道472号直方鞍手線                                   | 直方市   | 直方市   | 新知町           | 直方三中入口交差点     |
| 福岡県道29号直方宗像線 福岡県道98号中間宮田線             | 直方市   | 直方市   | 大字植木         | 植木交差点             |
| 福岡県道280号植木上上津役線 福岡県道424号筑前植木停車場線 | 直方市   | 直方市   | 大字植木         | 中島橋西交差点         |
| 福岡県道73号直方水巻線 / 別線                             | 鞍手郡   | 鞍手町   | 大字小牧         | 北九鞍手夢大橋西交差点 |
| 福岡県道98号中間宮田線                                    | 中間市   | 中間市   | 大字垣生（はぶ） | 垣生交差点             |
| 福岡県道293号新延中間線                                   | 中間市   | 中間市   | 大字垣生         | 中間大橋西交差点       |
| 国道3号                                                   | 遠賀郡   | 遠賀町   | 大字広渡         | 広渡交差点             |
| 福岡県道286号黒山広渡線                                   | 遠賀郡   | 遠賀町   | 大字広渡         | 広渡北交差点           |
| 福岡県道26号北九州芦屋線                                  | 遠賀郡   | 遠賀町   | 大字島津         | 島津北交差点           |
| 福岡県道284号高浜東町線                                   | 遠賀郡   | 芦屋町   | 船頭町           |                        |
| 国道495号                                                 | 遠賀郡   | 芦屋町   | 中ノ浜           | 芦屋橋西交差点 / 終点  |

### 交差する鉄道
- 山陽新幹線
- 筑豊本線（福北ゆたか線）

### 沿線
- 直方警察署
- 福岡県直方労働基準監督署
- 直方市役所
- 直方税務署
- 日本郵政直方郵便局
- 大和青藍高等学校
- 筑豊電気鉄道 筑豊直方駅
- 直方市立直方北小学校
- サンリブのおがた
- JR九州福北ゆたか線 新入駅
- 直方市立植木小学校
- 遠賀川中流浄化センター
- 遠賀川河川事務所中間出張所
- 遠賀総合運動公園